# Kolesterol
Kolesterol je lipid nužan za funkcioniranje organizma. Nalazi se u staničnim membranama svih tkiva, a najviše u mozgu i leđnoj moždini. Kolesterol se svrstava i u sterole jer je u njegovom sastavu kombinacija steroida i alkohola. Male količine kolesterola nalaze se i u membranama stanica biljaka i gljiva.
Kemijska formula kolesterola jest C27H46O.
Organizam koristi kolesterol u stvaranju hormona, vitamina A, D i E te žučnih kiselina. Manji dio kolesterola nalazi se u krvi. Ako se taj kolesterol nakuplja na stijenkama krvnih žila, može doći do začepljenja ili smanjenog krvnog protoka. Posljedice na zdravlje mogu biti velike pa se u takvim slučajevima količina kolesterola u krvi regulira medicinskim preparatima.
Biosinteza kolesterola odvija se u jetri iz koje se pomoću odgovarajućih proteina prenosi dalje u tijelo za različite namjene. Jedan se dio kolesterola vraća natrag u jetru gdje služi za sintezu drugih steroida. Ako ta dva procesa nisu usklađena, dolazi do nakupljanja kolesterola u žuči (žučni kamenci) ili na stijenkama arterija (arterioskleroza).